# Тайком (альбом)
«Тайком» — мини-альбом группы Сплин, выход которого состоялся 20 декабря 2019.

## Список композиций
Слова и музыка всех песен — Александр Васильев, за исключением 5 — Николай Гумилёв.
| №                   | Название                 | Длительность |
| ------------------- | ------------------------ | ------------ |
| 1.                  | «Воздушный шар»          | 3:26         |
| 2.                  | «Тайком»                 | 3:45         |
| 3.                  | «Атом»                   | 4:56         |
| 4.                  | «Гимн»                   | 6:11         |
| 5.                  | «Волшебная скрипка»      | 3:12         |
| 6.                  | «Важная вещь»            | 2:32         |
| 7.                  | «Шар воздушный (инстр.)» | 2:26         |
| Общая длительность: | Общая длительность:      | 26:30        |

## Участники записи
| «Сплин» - Александр Васильев — вокал - Алексей Мещеряков — барабаны - Николай Ростовский — клавишные - Дмитрий Кунин — бас-гитара - Вадим Сергеев — гитары Приглашённые музыканты - Вячеслав Быстров — пианино (7) Струнный квартет - Гуля Наумова — скрипка (7) - Алексей Гусаров — скрипка (7) - Ирина Ежкова — альт (7) - Наталья Назарова — виолончель (7) | - Иннокентий Агафонов — звукорежиссёр записи - Евгений Барышников — инженер записи - Андрей Алякринский — звукорежиссёр сведения - Борис Истомин — мастеринг - Антон Рамирес — дизайн |

## Видеоклипы
| Год  | Клип          | Режиссёр      |
| ---- | ------------- | ------------- |
| 2019 | Тайком        | Дмитрий Хонин |
| 2020 | Воздушный шар | —             |